# Босробер
Босробер (фр. Bosrobert) насеље је и општина у северној Француској у региону Горња Нормандија, у департману Ер која припада префектури Берне.
По подацима из 2011. године у општини је живело 590 становника, а густина насељености је износила 64,06 становника/km². Општина се простире на површини од 9,21 km². Налази се на средњој надморској висини од 140 метара (максималној 150 m, а минималној 56 m).

## Демографија
| 1962. | 1968. | 1975. | 1982. | 1990. | 1999. | 2011. |
| ----- | ----- | ----- | ----- | ----- | ----- | ----- |
| 202   | 212   | 229   | 342   | 354   | 374   | 590   |

График промене броја становника у току последњих година